# Oranżada

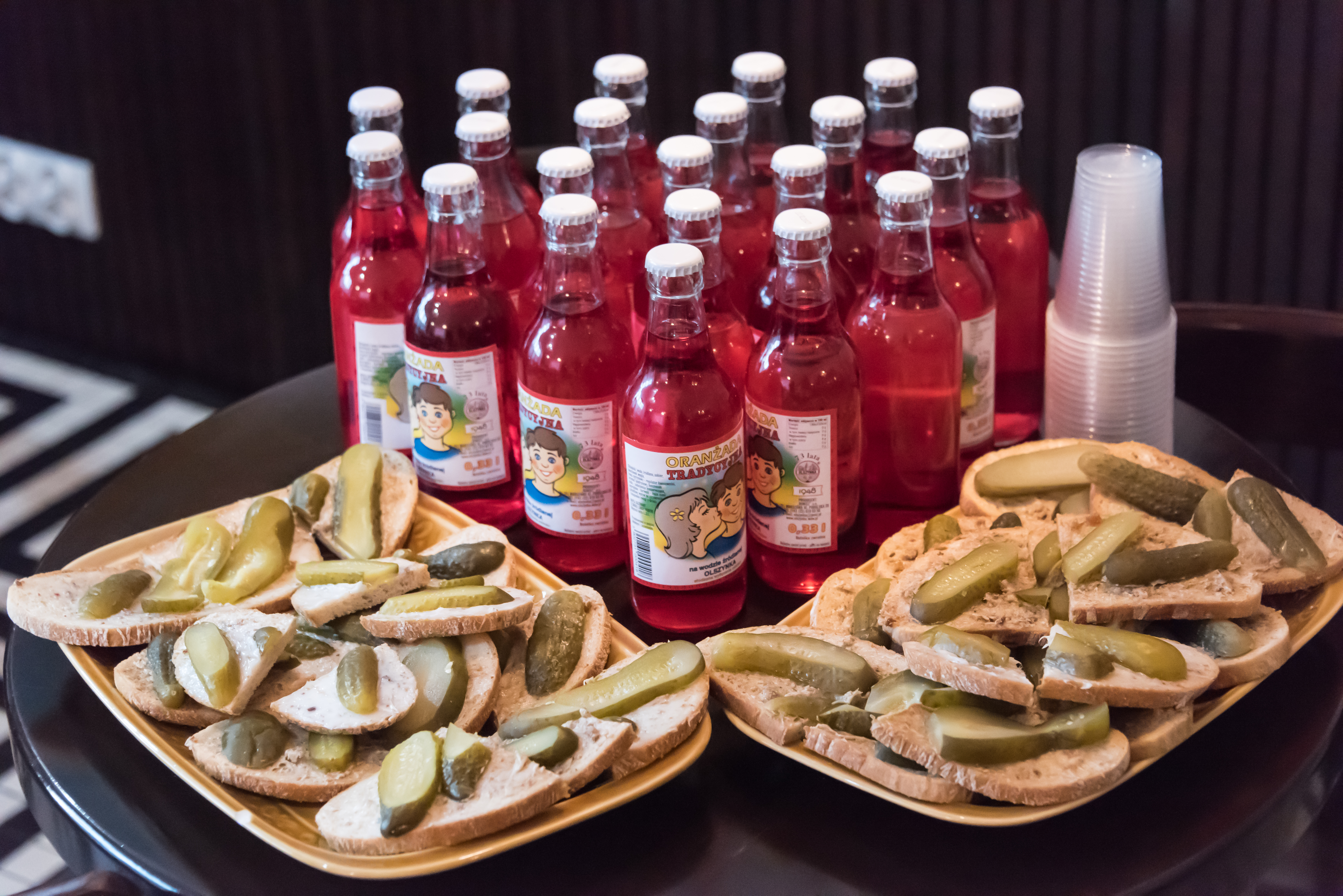
Oranżada i kanapki

Oranżada – chłodzący gazowany napój bezalkoholowy, tradycyjnie o intensywnie słodkim, pomarańczowym smaku.

## Historia
Do polskiej kuchni magnackiej oranżada trafiła w XVIII wieku, jako zapożyczenie z kuchni francuskiej. Przygotowywano ją wtedy z wody i cukru lub syropu oraz soku pomarańczowego.
W czasach produkcji na skalę przemysłową, oranżada produkowana była na bazie soku w proszku, z domieszką substancji słodzących różnych od naturalnego cukru, oraz barwników i aromatów, nie mając już z pierwowzorem wiele wspólnego. Współcześnie do produkcji napojów gazowanych wykorzystuje się kwas węglowy – przy otwarciu butelki z oranżadą wydziela się gaz – dwutlenek węgla (produkt rozkładu kwasu węglowego), a także fosforowy (używany jako regulator kwasowości).
W okresie PRL popularna była ponadto oranżada w proszku, którą także dziś można zakupić – sprzedawany w małych torebeczkach ekstrakt, który należy rozpuścić w wodzie, ale który bywa również konsumowany na sucho. W tamtym okresie można także było kupić oranżadę zapakowaną w foliowym woreczku, którą piło się za pomocą słomki.